# Smilec
Smilec – (bułg.: Смилец), car bułgarski w latach 1292–1298.

## Życie
Smilec był bojarem bułgarskim, który doszedł do większego znaczenia za panowania cara Jerzego I Tertera. Najazd 40 tysięcznej armii tatarskiej, który w 1282 roku spustoszył ziemie bułgarskie, ujawnił tendencje odśrodkowe rozsadzające państwo. Smilec z braćmi Wojsiłem i Radosławem sięgnął wówczas po władzę nad ziemiami znajdującymi się w Średniogórzu i nad dolną Maricą, aż po gród Sliwen. Dalej na zachód własne państwo widyńskie utworzył bojar Szyszman, sojusznik i lennik Nogaja. Jego posiadłości miały stale rosnąć obejmując pod koniec XIII wieku większość ziem północno-zachodniej Bułgarii. Bojarzy bułgarscy, bracia Dyrman i Kudelin, wyparli Węgrów z ziemi braniczewskiej i utworzyli własne księstwo.
W 1291 roku, w czasie kolejnego wielkiego najazdu, Tatarzy Nogaja zmusili do ucieczki dotychczasowego cara Jerzego I Tertera. Stronnictwo protatarskie wyniosło wówczas na tron carski Smilca. Za jego panowania carstwo bułgarskie rozpadło się na szereg niezależnych księstw uznających jedynie władzę Tatarów. Osłabienie Bułgarii wykorzystał król serbski Stefan Milutin, który wraz z bratem Dragutinem zdobył ziemię braniczewską i widyńską. Nogaj występując jako zwierzchnik władającego księstwem widyńskim Szyszmana, zmusił Serbów do oddania ziemi widyńskiej. Pozbawiony możliwości prowadzenia samodzielnej polityki zagranicznej Smilec ograniczał się do walki z Terterowiczami i ich sojusznikami. Zmarł w 1298 roku pozostawiając nieletniego syna Iwana.

## Rodzina
Smilec był dwukrotnie żonaty
- z nieznaną z imienia córką cara Konstantyna Ticha, która zmarła lub została oddalona w 1292 roku.
- z nieznaną z imienia (Smilcena) księżniczką z dynastii Paleologów, córką despotesa Konstantyna Angelosa Dukasa Komnena Paleologa i Ireny Komneny[3].

Smilec miał z pierwszą żoną troje dzieci:
- Iwana, który wstąpił do klasztoru przyjmując imię Joasafa,
- Teodorę wydaną za nieślubnego syna Stefana Milutina, przebywającego w niewoli tatarskiej jako zakładnik, Urosza, później króla Serbii Stefana Deczańskiego
- nieznaną z imienia córkę, żonę Eltimira brata Jerzego I Tertera[3].

Z drugą żoną miał tylko jednego syna:
- Iwana[3].